# Осташенко Федір Панасович
Федір Панасович Осташенко (біл. Фёдар Апанасавіч Асташэнка; 19 червня 1896 — 27 жовтня 1976) — радянський військовик, Герой Радянського Союзу (28.04.1945). генерал-лейтенант ЗС СРСР (1945). Депутат Верховної Ради УРСР 2-го скликання.

## Біографія
Народився 19 червня 1896 року в селі Велика Любщина (тепер Вітебського району Вітебської області, Республіка Білорусь) у селянській родині. Закінчив чотири класи гімназії.
У серпні 1915 року призваний до лав російської імператорської армії, брав участь у Першій світовій війні, проходив службу рядовим лейб-гвардії Петроградського полку (Південно-Західний фронт).
На початку 1918 року повернувся в рідне село, був одним із організаторів та членів комітету селянської бідноти в містечку Сураж.
У липні 1918 року вступив до лав Червоної армії на стороні якої брав участь у громадянській війні в Росії, був спочатку писарем, потім помічником командира взводу 84-го стрілецького полку 10-ї стрілецької дивізії. Воював проти військ Юденича на Західному фронті, потім проти польських військ. У 1920 році закінчив Смоленські піхотні курси командного складу.
У 1921 році — командир роти, потім ад'ютант при команді частин особливого призначення. У квітні 1922 року заарештований співробітниками ОДПУ Вітебська за незаконну видачу відпускних квитків солдатам-дезертирам, але у грудні 1922 року звільнений з ув'язнення. У травні 1923 року звільнений з армії, але вже в липні 1923 року продовжив службу, займав різні посади у 79-му стрілецькому полку у Вітебську: старшина, помічник начальника господарської команди полку, помічник начальника кулеметної команди полку, помічник начальника і начальник полкової школи, помічник командира роти. У липні 1925 — вересні 1926 року — командир роти 190-го стрілецького полку в Смоленську.
У 1927 році закінчив повторні курси середнього командного складу при Московській військовій піхотній школі імені Ашенбренера, продовжував командувати ротою, потім служив начальником полкової школи у тому ж полку.
Член ВКП(б) з 1928 року.
З квітня 1929 року — командир батальйону 15-го стрілецького полку в Полоцьку. З березня 1931 року служив у штабі Білоруського військового округу: з березня 1931 року — помічник начальника сектора, з березня 1933 року — начальник відділу, з лютого 1935 по грудень 1937 року — начальник відділення в штабі Білоруського військового округу.
У 1938 році закінчив Вищі стрілецько-тактичні курси удосконалення командного складу піхоти «Постріл». З вересня 1938 року — помічник командира 52-ї стрілецької дивізії Білоруського Особливого військового округу в місті Мозир. З вересня 1939 року — комендант Мозирського укріпленого району. З вересня 1940 року — заступник командира 6-ї стрілецької дивізії Західного Особливого військового округу.
З початком німецько-радянської війни 6-а стрілецька дивізія 28-го стрілецького корпусу 4-ї армії Західного фронту понесла великі втрати в районі Бреста. З вересня 1941 по червень 1942 року — командир 368-ї стрілецької дивізії Сибірського військового округу. У 1942 році закінчив Військову академію Генштабу імені Ворошилова за прискореною програмою.
З грудня 1942 року — командир 47-ї гвардійської стрілецької дивізії в 5-й танковій та 12-й арміях Сталінградського і Південно-Західного фронтів. Учасник Сталінградської битви.
З грудня 1943 року служив командиром 57-го стрілецького корпусу в 37-й і 53-й арміях на 2-му і 3-му Українських фронтах.
Указом Президії Верховної Ради СРСР від 28 квітня 1945 року за зразкове виконання бойових завдань командування і проявлені при цьому відвагу і мужність гвардії генерал-майору Осташенку було присвоєно звання Героя Радянського Союзу.
З 19 березня 1945 року — командир 25-го гвардійського стрілецького корпусу 7-ї гвардійської армії 2-го Українського фронту. Після війни продовжував командувати 25-м гвардійським стрілецьким корпусом Таврійського військового округу до березня 1947 року.
У 1948 році закінчив Вищі академічні курси при Військовій академії Генштабу імені Ворошилова і з липня 1948 року почав працювати викладачем цієї ж академії.
У жовтні 1956 року вийшов у відставку. Проживав у Москві. Помер 27 жовтня 1976 року, похований на Ваганьковському кладовищі.

## Звання
- генерал-майор (20.12.1942)
- генерал-лейтенант (20.04.1945)

## Нагороди та почесні звання
- Герой Радянського Союзу (28.04.1945)
- два ордени Леніна (21.02.1945, 28.04.1945)
- три ордени Червоного Прапора (7.05.1943, 3.11.1944, 1948)
- ордени Суворова 2-го ступеня (19.03.1944)
- орден Вітчизняної війни 1-го ступеня (26.10.1943)
- медалі
- почесний громадянин Братислави